# ‘Ayn ‘Āmūr
‘Ayn ‘Āmūr är en källa i Egypten.   Den ligger i guvernementet Al-Wadi al-Jadid, i den centrala delen av landet, 500 km söder om huvudstaden Kairo. ‘Ayn ‘Āmūr ligger 466 meter över havet.
Terrängen runt ‘Ayn ‘Āmūr är kuperad åt nordväst, men åt sydost är den platt.  Trakten runt ‘Ayn ‘Āmūr är nära nog obefolkad, med mindre än två invånare per kvadratkilometer. Det finns inga samhällen i närheten. Trakten runt ‘Ayn ‘Āmūr är ofruktbar med lite eller ingen växtlighet.